# Гекатомпіл
Гекатомпіл (грец. Ἑκατόμπυλος) або Саддарвазех (перс. صددروازه) — стародавнє місто, що розташовувалось у західній частині Хорасану, столиця Парфії. Засновником міста був Селевк I Нікатор.